# Britt Robertson
Brittany Leanna "Britt" Robertson (født 18. april 1990) er en amerikansk skuespiller.

## Tidlige liv
Robertson blev født i Charlotte, North Carolina, og voksede op i Greenville, South Carolina, hvor hun begyndte at stræbe efter at spille skuespil. Hun er den ældste af syv børn med tre brødre og tre søstre og var hjemmeundervist af hendes mor. Hun opholdt sig i Chester med sine bedsteforældre i et par måneder for at filme filmen Ghost Club.
Britt spiller den forvirrede teenager Lux i serien "Life Unexpected".